# Persona 5 Tactica
Persona 5 Tactica (яп. ペルソナ5 タクティカ, кириліз.: Перусона Фаібу Такутіка) — японська тактична рольова відеогра, випущена у 2023 році японською компанією Atlus, яка також виступила її розробником. Ця гра є частиною серії Persona, що, своєю чергою, входить до ширшої франшизи Megami Tensei. Події Persona 5 Tactica розгортаються паралельно до сюжету Persona 5 (2016) і зображають команду Примарних крадіїв сердець, які опиняються у паралельному світі, охопленому війною та гнітом. У цьому світі вони об'єднуються з групою борців за свободу, відомою як Повстанський корпус, щоб очолити революцію проти ворогів — Легіонерів, поступово розкриваючи походження цього альтернативного виміру.
Ігровий процес реалізований у жанрі стратегічної рольової гри й містить класичні елементи цього напряму, зокрема переміщення по сітці, систему переваг та слабкостей до різних видів зброї, а також покрокові бої. Крім того, гра зберігає низку характерних механік серії, зокрема виклик і злиття персон, а також систему елементальних властивостей та їх взаємодії.
Розробка Persona 5 Tactica була започаткована в межах бажання Atlus створити гру в жанрі стратегічної RPG у рамках серії Persona, спираючись на попередній досвід компанії в розробці подібних ігор і тематичну сумісність жанру з всесвітом Persona 5.
Гра вийшла 17 листопада 2023 року на платформах Nintendo Switch, PlayStation 4, PlayStation 5, Windows, Xbox One та Xbox Series X/S. Того ж дня як завантажуваний контент було випущено додатковий сюжетний розділ під назвою Repaint Your Heart.

## Ігровий процес
У Persona 5 Tactica гравець керує командою до трьох персонажів на полі бою, розділеному на сітку, де розташовуються ворожі юніти. Битви відбуваються у покроковому режимі. Участь у боях беруть основні члени Примарних крадіїв сердець, а також лідерка Повстанського корпусу — Еріна. Персонажі можуть ховатися за укриттями, щоб зменшити шкоду або повністю її уникнути. Під час переміщення по сітці вони можуть здійснювати дії або завершити хід достроково задля отримання позитивного ефекту на наступному ході. Фізичні атаки дозволяють відштовхувати ворогів по полю бою, а атаки з вогнепальної зброї можуть уражати супротивників на відстані, причому деякі персонажі здатні влучати відразу у кількох ворогів. Персонажі можуть викликати своїх персон для використання навичок, що витрачають очки SP. Подібно до Persona 5, навички мають різні елементальні властивості, однак у Tactica певні елементи можуть змушувати ворогів змінювати положення на полі бою. Якщо ворог зазнає атаки поза укриттям, його повалюють, а гравець отримує додатковий хід («1 More»). За умови, що ворог повалений і опиняється всередині трикутника, сформованого союзниками, гравцю стає доступна спеціальна атака Triple Threat, яка завдає великої шкоди всім ворогам у межах трикутника. У грі можна збирати додаткових персон і оснащувати ними будь-якого з персонажів як другорядних, що надає нові навички. Персони здобуваються як нагороди за битви або шляхом злиття кількох персон в одну.

## Розробка
Persona 5 Tactica була офіційно представлена під час презентації Xbox Games Showcase у червні 2023 року. З нагоди анонсу видання Weekly Famitsu опублікувало серію інтерв’ю з ключовими учасниками розробки гри. Зокрема, директор проєкту Наоя Маеда, продюсер Кадзухіса Вада та бізнес-продюсер Ацуші Номура розповіли про мотиви створення тактичної гри у всесвіті Persona. Вада зазначив, що Tactica має потенціал для «розширення можливостей серії», а також підкреслив своє прагнення розповісти нову історію за участі героїв Persona 5. Маеда звернув увагу на доступність гри для ширшої аудиторії, включно з тими, хто має обмежений досвід у жанрі тактичних рольових ігор. Зокрема, спрощена візуалізація переваг і слабкостей союзників та ворогів на бойовому полі сприяє кращому розумінню тактичної ситуації навіть новачками.
До музичного оформлення гри долучилась вокалістка серії Persona — Лін Інайдзумі, яка виконала нові пісні, написані композитором Тошікі Коніші, учасником Atlus Sound Team. Коніші навмисно використав схожі тексти та музичні мотиви у саундтреках гри, щоб створити цілісне звучання й посилити відчуття зв’язності композицій. Бойова музика була навмисне зроблена не надто енергійною, щоб не відвертати увагу гравців під час боїв.
Вада також зазначив, що ідея створити Tactica виникла на тлі відсутності ігор у тактичному жанрі в серії Persona, попри те, що Atlus мала досвід у створенні подібних проєктів, зокрема Devil Survivor (2009) та Devil Survivor 2 (2011). Номура поділяв цю думку, вважаючи, що притаманні Примарним крадіям сердець ігрові механіки — як-от стелс та спостереження за ворогами з вигідних позицій — ідеально підходять для втілення в межах жанру стратегічних RPG. Він навів приклад карти з перепадами висоти між ворогами та союзниками, зазначивши: «Керуючи персонажем напряму, ви можете знаходити такі позиції, де вас важко атакувати або легко координувати дії з іншими. Таким чином, ви розроблятимете стратегії майже несвідомо».
На ранньому етапі розробки, до затвердження фінального дизайну персонажів, команда використовувала моделі героїв із гри Persona Q2: New Cinema Labyrinth (2019) для прототипування. Проте, попри візуальну схожість із серією Persona Q, дизайнерка персонажів Ханако Орібе зазначила, що рішення залишити стандартні пропорції персонажів з акцентом на збільшені руки й ноги надало образам стилізації, близької до коміксів. За словами Маеди, обрана камера в грі не дозволяла зберегти традиційні пропорції, оскільки персонажі виглядали б надто спрощено, майже як сірникові чоловічки, що й зумовило перегляд дизайну.

### Завантажуваний контент
Разом із грою було випущено низку додаткових матеріалів. Перші тиражі Persona 5 Tactica містили два додаткові персони для Джокера: Ідзанаґі Пікаро та Орфей Пікаро, які можна використовувати в бою. У день релізу також став доступним окремий сюжетний епізод Repaint Your Heart, який можна було придбати окремо або отримати як частину Digital Deluxe Edition. Цей розділ пропонує нову сюжетну лінію з поверненням персонажів Ґоро Акечі та Касумі Йошідзави з Persona 5 і Persona 5 Royal, а також містить модифіковані елементи боїв.

## Випуск
Persona 5 Tactica вийшла 17 листопада 2023 року на платформах Nintendo Switch, PlayStation 4, PlayStation 5, Windows, Xbox One та Xbox Series X/S. Гра також була доступна з першого дня в сервісі Xbox Game Pass. Окрім стандартного видання, була представлена цифрова Deluxe-версія, яка включала базову гру, додаткові внутрішньоігрові матеріали та миттєвий доступ до додаткового сюжетного розділу, випущеного одночасно з грою — Repaint Your Heart.
8 листопада 2023 року сталася передчасна публікація гри в магазині Steam, через яку гра протягом приблизно 20 хвилин була доступною для завантаження і повноцінного проходження для тих, хто встиг її отримати, перш ніж помилку виправили.

## Сприйняття
| Агрегатор  | Оцінка                                         |
| ---------- | ---------------------------------------------- |
| Metacritic | PC: 77/100 XSXS: 77/100 PS5: 75/100 NS: 79/100 |
| OpenCritic | 77%                                            |

| Видання       | Оцінка |
| ------------- | ------ |
| Eurogamer     | 3/5    |
| Famitsu       | 33/40  |
| GameSpot      | 8/10   |
| GamesRadar+   | 4/5    |
| IGN           | 8/10   |
| Nintendo Life | 9/10   |
| RPGFan        | 75/100 |

### Відгуки
Згідно з агрегатором рецензій Metacritic, Persona 5 Tactica отримала «загалом схвальні» відгуки критиків.
Рецензенти переважно високо оцінили тематику гри, зокрема мотиви боротьби проти гноблення. Водночас видання Polygon і RPGFan розкритикували втілення цієї тематики, назвавши його «обережним підходом» та таким, що «залишає порожнє враження».

### Продажі
За період з 13 по 19 листопада 2023 року в Японії було продано щонайменше 49 928 фізичних копій гри.